# Petru-Bogdan Cojocaru
Petru-Bogdan Cojocaru (ur. 30 sierpnia 1983) – rumuński polityk i informatyk, samorządowiec, parlamentarzysta, w 2018 minister łączności i społeczeństwa informacyjnego.

## Życiorys
W 2006 ukończył studia informatyczne pierwszego stopnia na Uniwersytecie Aleksandra Jana Cuzy w Jassach, później kształcił się też na kursach z zakresu polityki i administracji. Pracował jako analityk IT i dyrektor działów handlowych w prywatnych firmach, następnie od 2012 do 2018 kierował działem biznesowym w przedsiębiorstwie z branży software.
Został członkiem Partii Socjaldemokratycznej. Przewodniczył partyjnej młodzieżówce Tineretului Social Democrat w Jassach i kierował kilkoma kampaniami wyborczymi. Od 2013 zasiadał też w radzie okręgu Jassy. 29 stycznia 2018 powołany na stanowisko ministra łączności i społeczeństwa informacyjnego w rządzie Vioriki Dăncili. Zakończył pełnienie tej funkcji w listopadzie 2018, następnie został doradcą prezesa ANCOM (krajowego regulatora komunikacji elektronicznej). W czerwcu 2019 uzyskał mandat w Izbie Deputowanych, zastępując Tudora Ciuhodaru, sprawował go do końca kadencji w 2020. Do niższej izby parlamentu został następnie wybrany w 2024.